# Mantispa ceylanica
Mantispa ceylanica là một loài côn trùng trong họ Mantispidae thuộc bộ Neuroptera. Loài này được Stitz miêu tả năm 1913.